# Barbosella spiritu-sanctensis
Barbosella spiritu-sanctensis là một loài thực vật có hoa trong họ Lan. Loài này được (Pabst) F.Barros & Toscano mô tả khoa học đầu tiên năm 1990.